# Stig Stenström
Stig August Oscar Stenström, född 12 april 1911 i Göteborgs Kristine församling, död 18 juli 1987 i Morlanda församling, Göteborgs och Bohus län, var en svensk konstvetare och numismatiker.
Stenström avlade studentexamen 1931, blev filosofie licentiat 1943 och filosofie doktor vid Göteborgs högskola 1944 på avhandlingen Arvid Karlsteen. Hans liv och verk. Han tjänstgjorde därefter bland annat som amanuens vid Jönköpings läns museum och landsantikvarie i Gävleborgs län innan han blev arkivarie vid Riksantikvarieämbetet och Statens historiska museum 1959 och extra ordinarie antikvarie där 1965. Han invaldes som korresponderande ledamot av Svenska numismatiska föreningen 1964.